# Шоу, Джон Байем Листон
Джон Байем Листон Шоу (англ. John Byam Liston Shaw; 13 ноября 1872, Мадрас, Британская Индия — 26 января 1919, Лондон) — британский художник, книжный иллюстратор, дизайнер и преподаватель.

## Жизнь и творчество
Родился в семье судейского чиновника в Мадрасе, тогда — Британская Индия. Происходил из старинного шотландского рода. Семья вернулась в Англию в 1878 году и поселилась в лондонском районе Кенсингтон. Интересоваться художественным творчеством начал ещё в юности, в 1887 году одна из работ Дж. Шоу была представлена Джону Эверетту Милле. Мастер рекомендовал 15-летнему юноше поступить для изучения живописи в школу искусств св. Иоанна (St John’s Wood Art School). Здесь его друзьями становятся художники Джеральд Меткельф (также уроженец Индии) и Рекс Коул, в школе Шоу знакомится и со своей будущей супругой, Эвелин Пайк-Нотт. В 1890 году художник поступает в Королевскую академию искусств. Академия вручает ему в 1892 году престижную премию Армитеджа за полотно «Суд Соломона».
В течение своей художественной карьеры Дж. Шоу работает как масляными красками, так и акварелью, пастелью, создаёт произведения графики, овладевает техникой золочения. Творчество его испытало сильное влияние прерафаэлитов, в частности Д. Г. Росетти. Графические и акварельные работы Шоу неоднократно выставлялись галерее Даудсуэлл — только в период с 1896 по 1916 год здесь состоялись пять его персональных выставок. Как иллюстратор литературы Дж. Шоу оформлял произведения, Р. Броунинга, У. Шекспира, Дж. Бокаччо, Г. Р. Хаггарда, Э. А. По и др.
Другой важной в жизни Шоу сферой деятельности было преподавание. В 1904 году он работает на женском отделении лондонского Королевского колледжа, а в 1910 году, совместно с Рексом Коулом, открывает «Школу искусств Байема Шоу и Викэт Коула», позднее упрощённо называемую «Byam Shaw School of Art». В ней Шоу ведёт класс портретной миниатюры. Здесь же преподавала давняя знакомая художника, Элеанор Фортескью-Брикдейл. В 1904 году — как театральный художник — был создателем костюмов для спектакля Герберта Бирбома Три «Много шума из ничего» (по В. Шекспиру) и театра Её величества (Her Majesty’s Theatre). Ассистировал также Эдвину Остин Эбби в декорировании одного из коридоров в Вестминстерском дворце.
В годы Первой мировой войны художник создаёт многочисленные графические миниатюры и карикатуры, публикуемые в различных газетах. Скончался вскоре после окончания войны во время эпидемии гриппа.

## Галерея

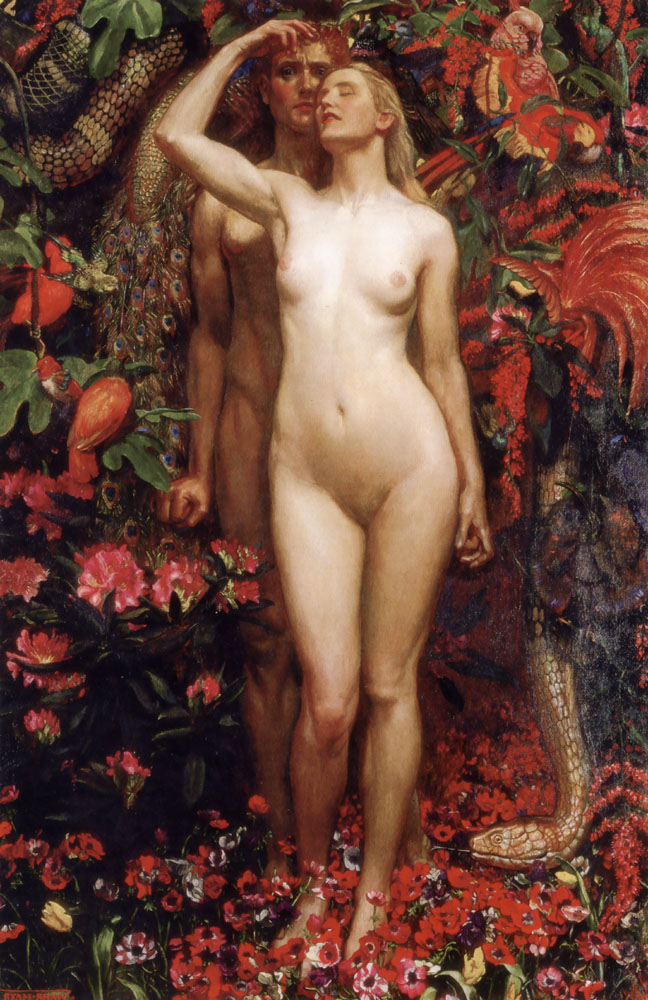
Женщина, Мужчина и Змей
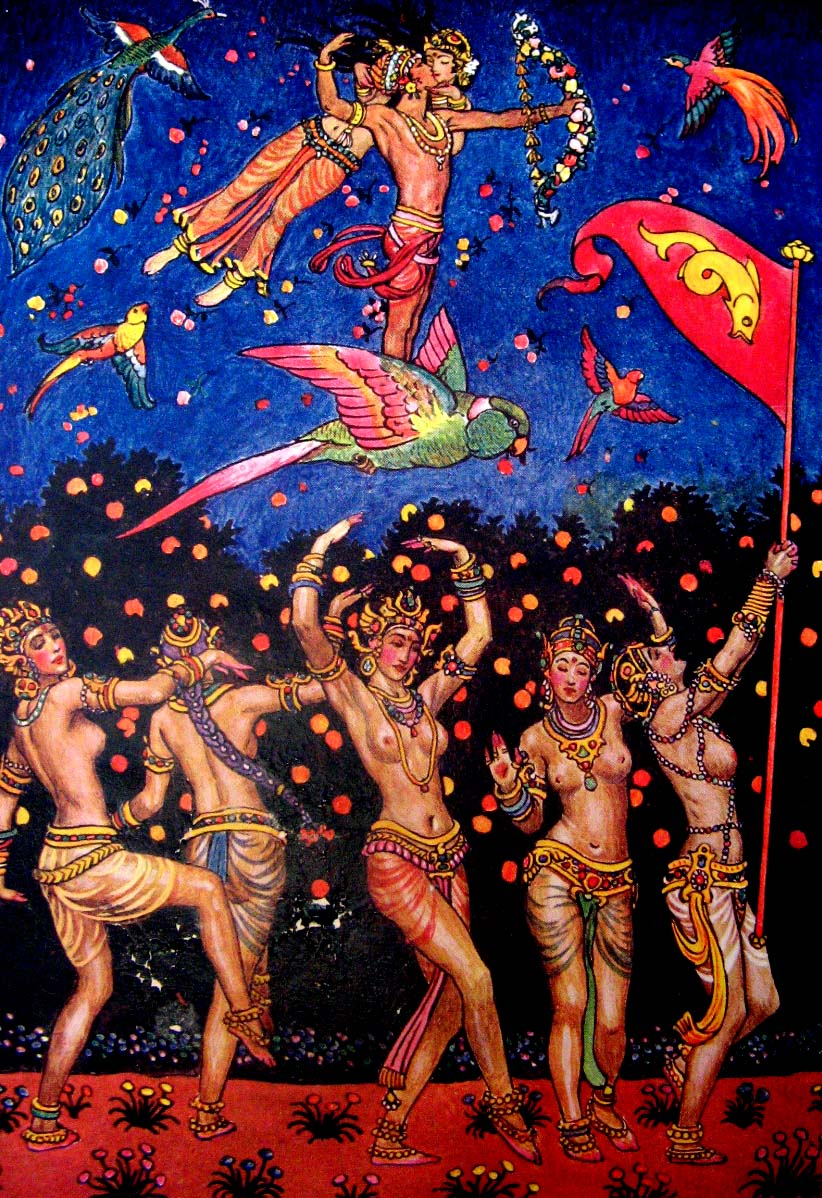
Сад богини Камы (ок. 1914)
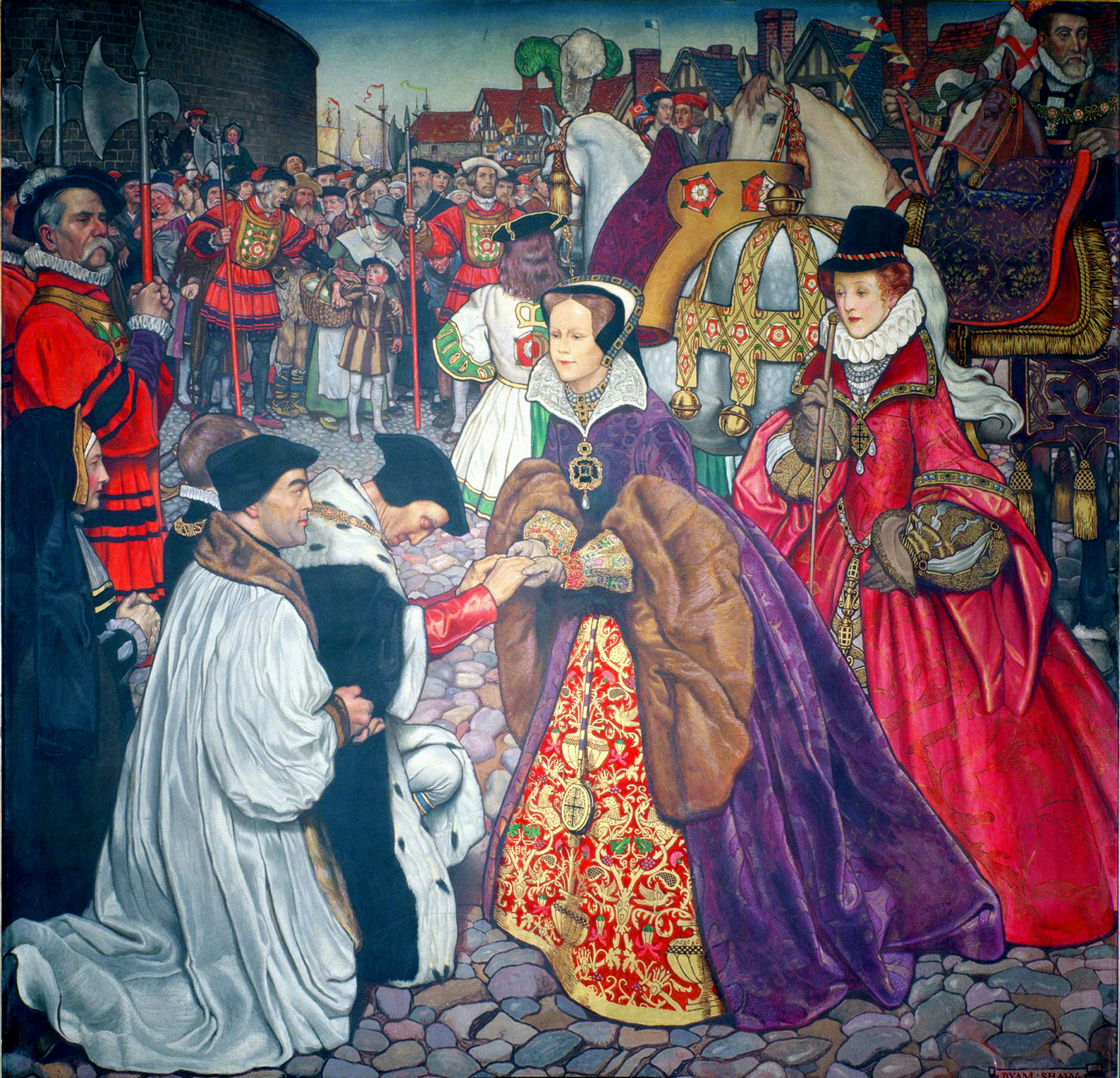
Королева Мария I. Вступление в Лондон
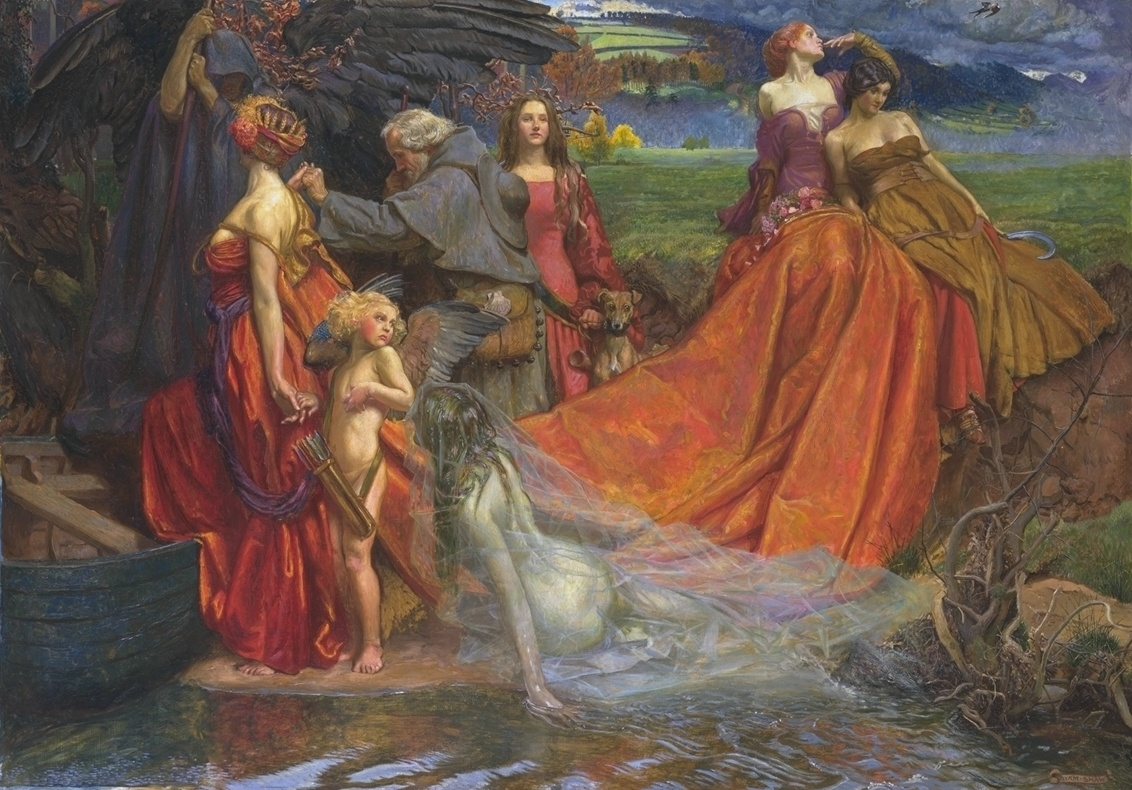
Осеннее паломничество
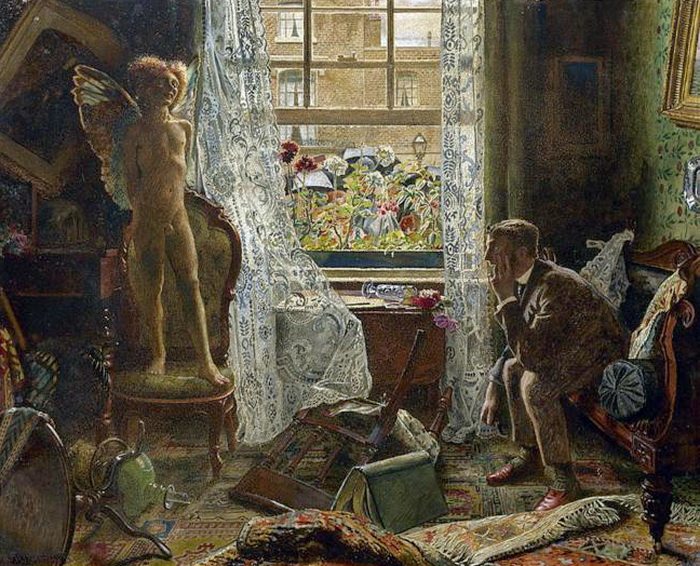
Когда любовь приходит в дом..
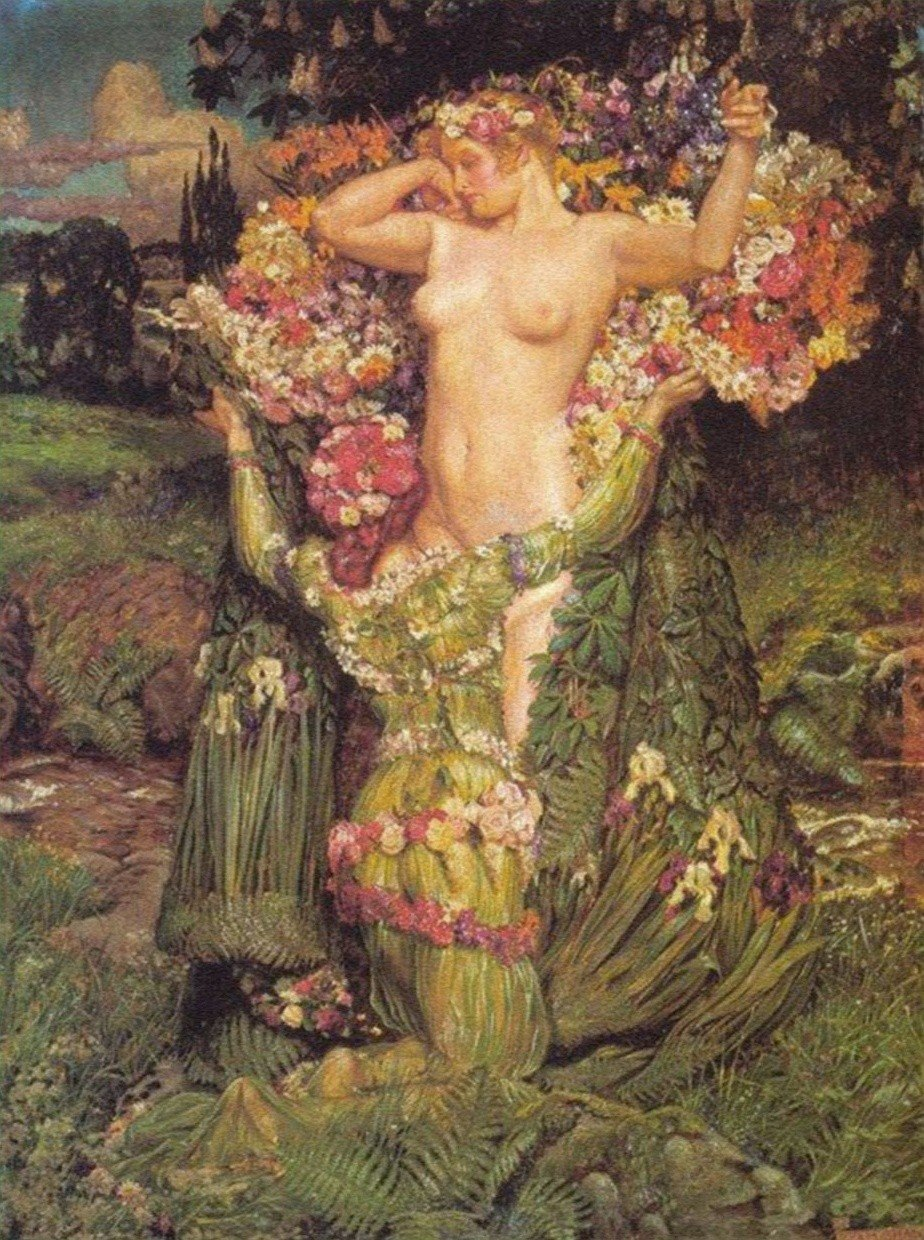
Пробуждение Весны (до 1911)
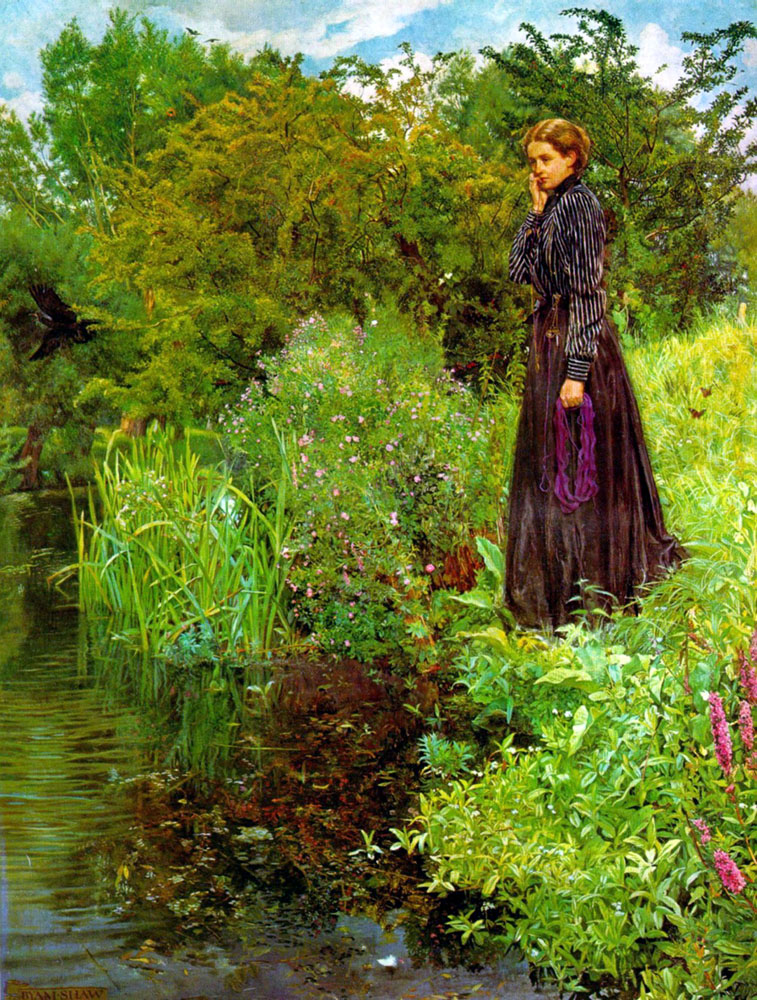
Бурская война
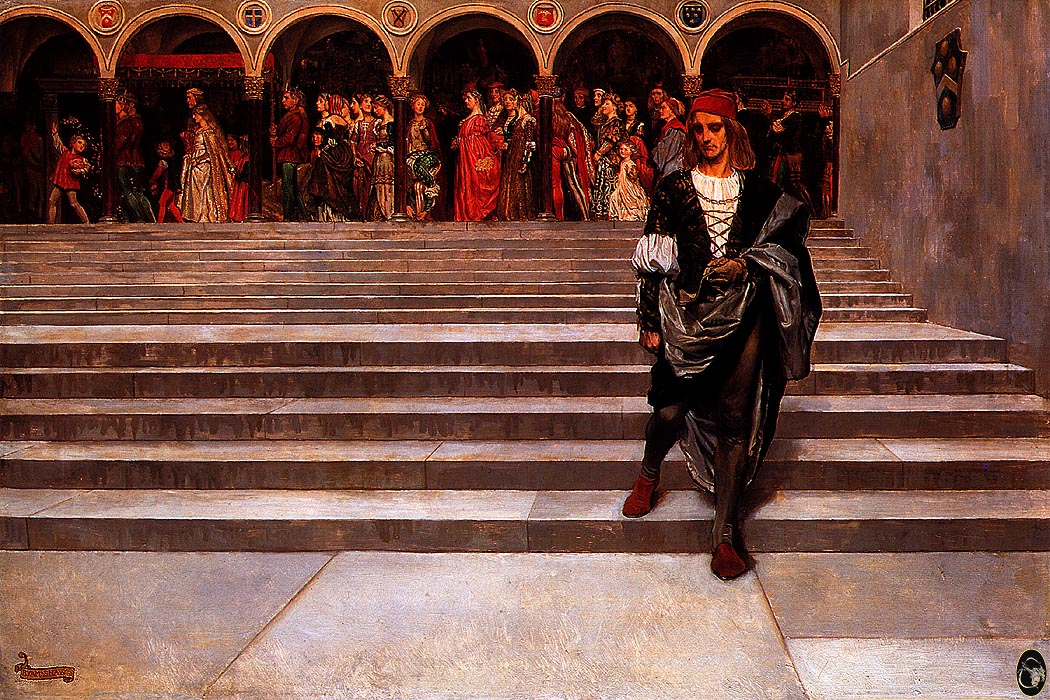
Сердце, преданное королеве...
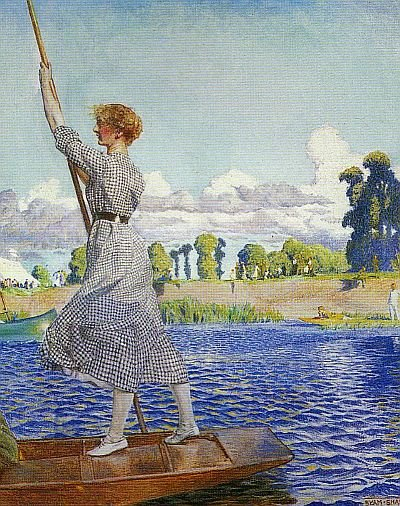
Регата
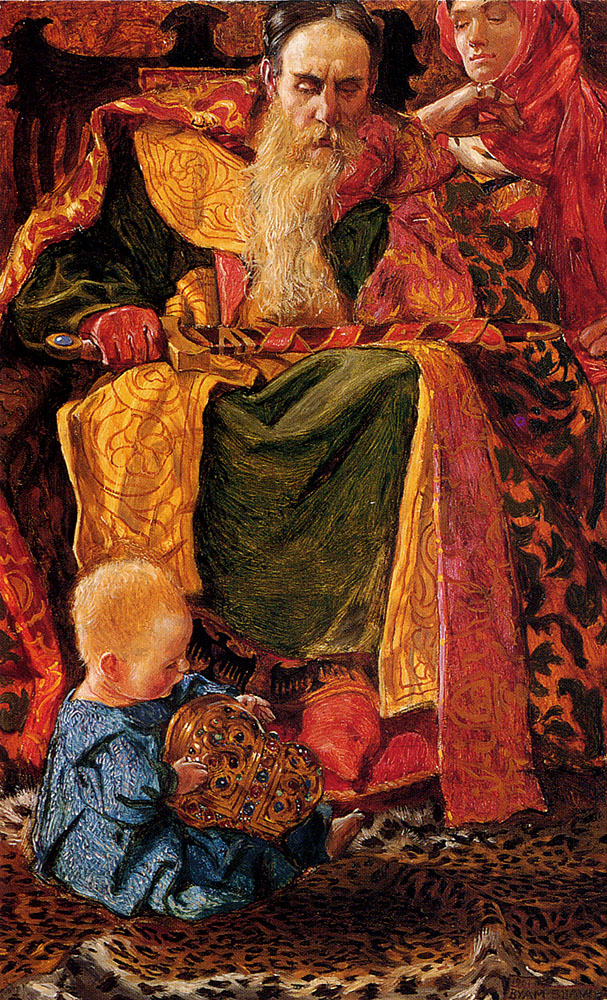
И кто знает - будет он мудрецом или глупцом...
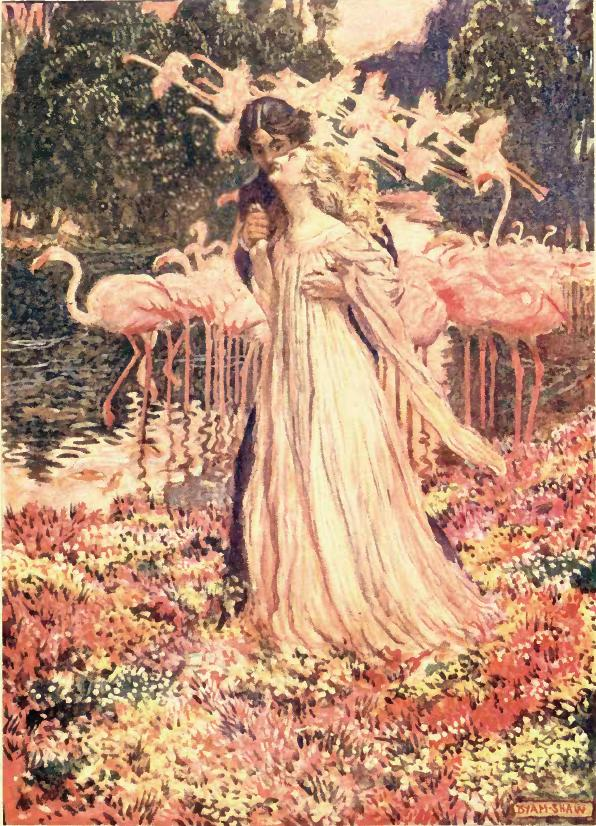
Элеонора
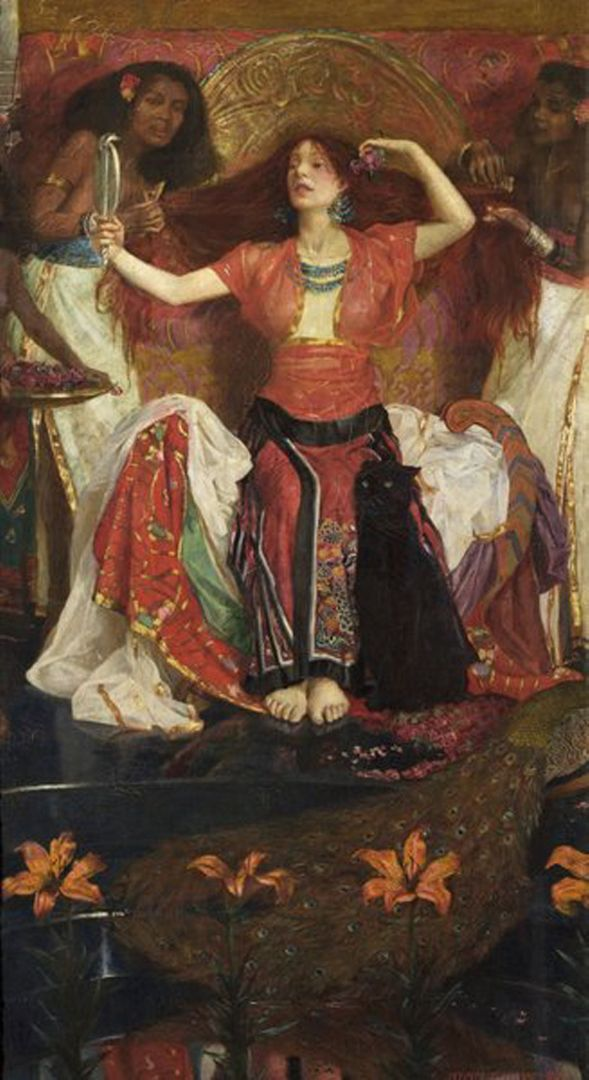
Иезавель